# Alexander Roslin

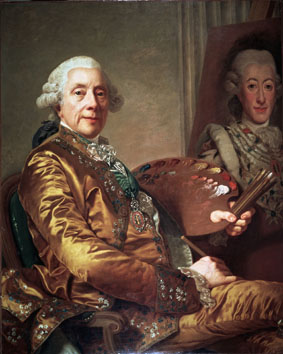
Autorretrato, 1790.

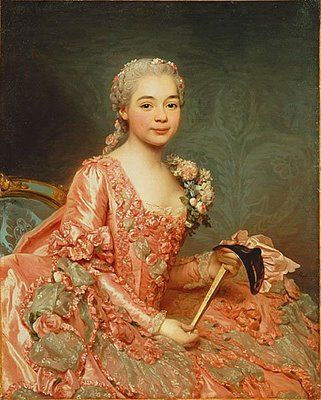
Baronesa de Neoburgo-Cromière (1756).

Alexander Roslin (Malmö, 15 de julio de 1718 - París, 5 de julio de 1793) fue un pintor sueco, especializado en retratos, de la época rococó. 
Se formó en su país natal, Suecia. Durante dos años estuvo trabajando en la corte del margrave de Bayreuth (1745-47). Después pasó por Italia, donde pudo estudiar a los pintores manieristas (Tiziano, Veronés) y a los clasicistas (Carracci, Guido Reni). En 1752 marchó a París, gracias a la recomendación de Luisa Isabel de Francia, duquesa de Parma. Allí se hizo famoso como pintor retratista. Retrató a la aristocracia europea de mediados del siglo XVIII. Se casó en 1759 con Marie-Suzanne Giroust. Gozó de la amistad de Boucher. Desde 1750 en adelante trabajó principalmente en París, pero hubo periodos en que trabajó en otros lugares, llamado por las cortes: Estocolmo (1774), San Petersburgo (1775, donde pintó una serie de retratos de hombres de estado de la Rusia Imperial, incluyendo los de Iván Betskói y Iván Shuválov), Varsovia y Viena (1778).

## Obras
- Baronesa de Neoburgo-Cromière (1756)
- Dama con velo: Marie Suzanne Roslin, 1768, Nationalmuseum de Estocolmo
- Carl von Linné (1775)
- La familia Jennings (1769)
- La princesa moldava Zoie Ghika (1777)

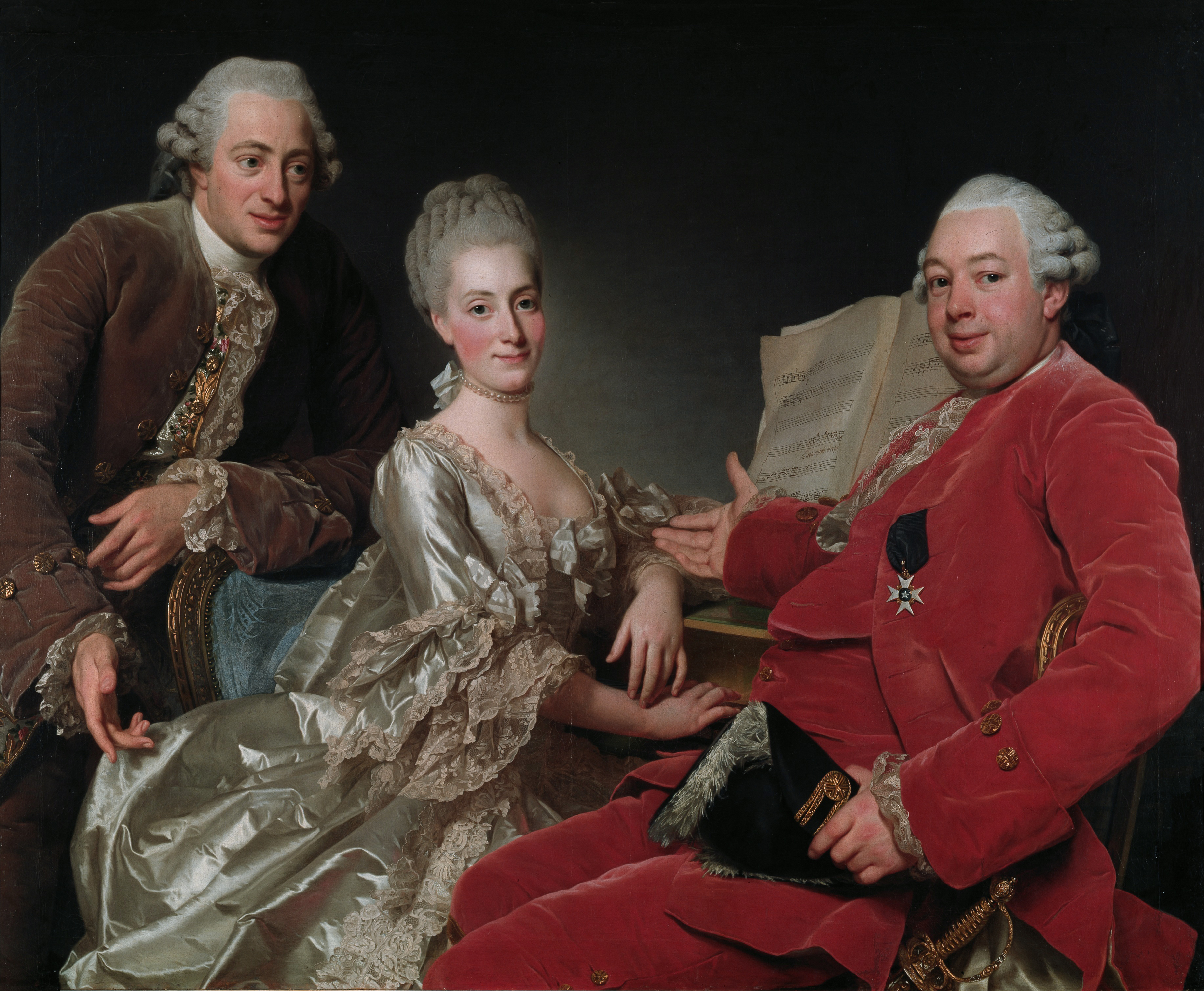
La familia Jennings
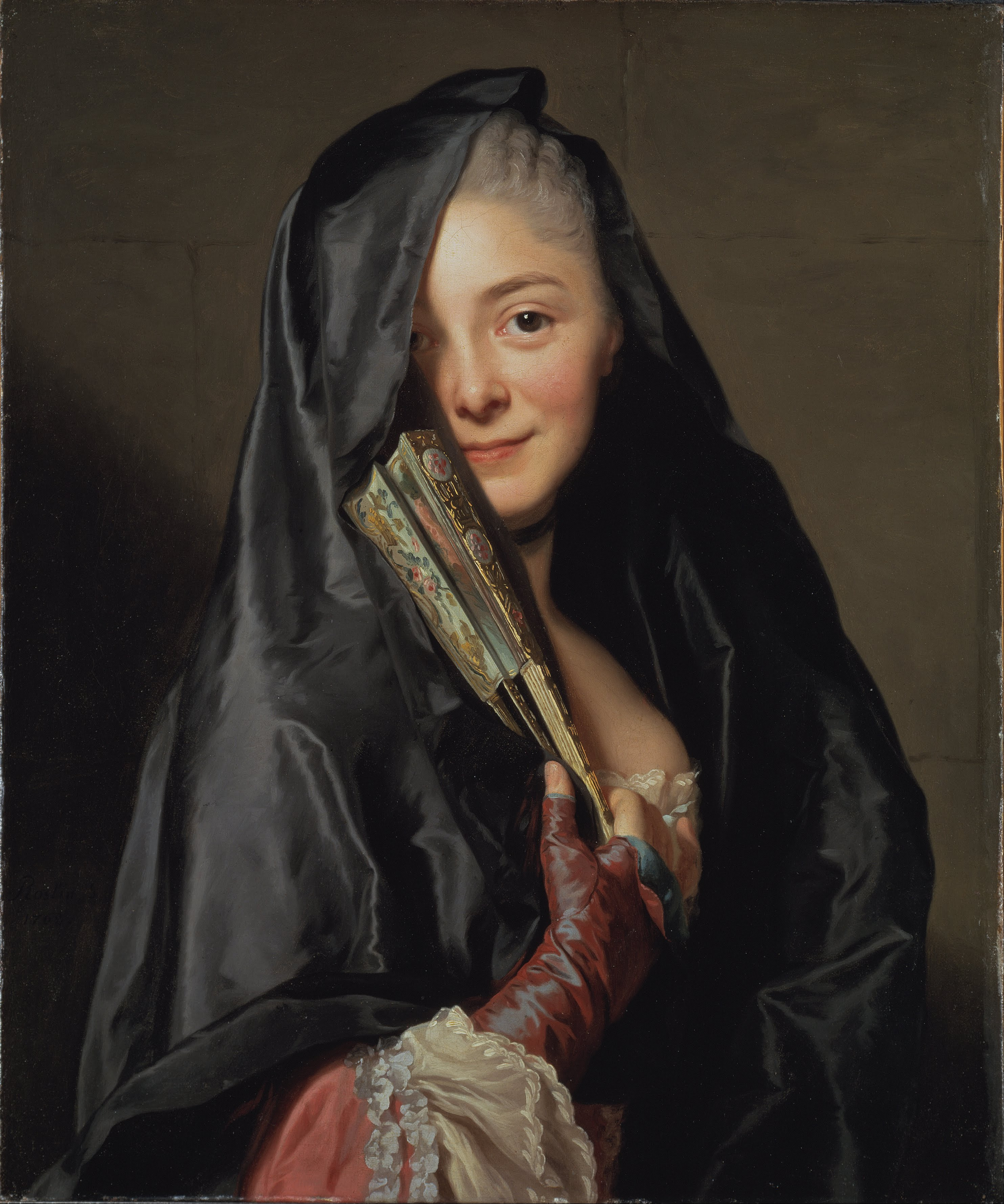
Dama con velo (Retrato de su esposa Marie-Suzanne Giroust).